# Кріплення регульованого опору
Кріплення регульованого опору (рос. крепь регулируемого сопротивления, англ. support of regu-lable resistance) – гірниче кріплення, тримкість якого корегується в залежності від проявів гірничого тиску по довжині виробки. Відповідно до класу функціональної відповідності виробки можливий: 
- 1) монтаж кріплення з мінімально допустимою тримкістю з подальшим підсиленням додатковим кріпленням ділянок виробки, на яких зміщення порід досягли контрольних позначок;
- 2) одночасний монтаж базового та резервного (додаткового) кріплення з подальшим демонтажем резервних рам на ділянках виробки, де після реалізації основних зміщень виявлено недовантажений стан резервного кріплення.

К.р.о. реалізує концепцію двохстадійного проектування виробок, основану на зворотному зв’язку проектного рішення із станом кріплення, що дозволяє мінімізувати матеріалоємність кріплення при забезпеченні заданої надійності виробки.